# Aprendizagem baseada em equipes
A aprendizagem baseada em equipe ( TBL ) é uma estratégia de ensino e aprendizagem colaborativa que permite que as pessoas sigam um processo estruturado para melhorar o envolvimento do aluno e a qualidade do aprendizado do aluno ou estagiário. O termo e o conceito foram popularizados pela primeira vez por Larry Michaelsen, a figura central no desenvolvimento do método TBL enquanto estava na Universidade de Oklahoma na década de 1970, como uma estratégia educacional que ele desenvolveu para uso em ambientes acadêmicos, como na educação médica. A metodologia de aprendizagem baseada em equipe pode ser usada em qualquer sala de aula ou sessões de treinamento na escola ou no local de trabalho.

## Como funciona
O aprendizado baseado em equipe consiste em módulos que podem ser ensinados em um ciclo de três etapas: preparação, teste de garantia de prontidão em sala de aula e exercício focado no aplicativo. É composto por cinco componentes essenciais, com uma última etapa opcional denominada avaliação por pares.

### Pré-trabalho individual
Espera-se que os alunos examinem um conjunto de materiais preparatórios, que podem assumir a forma de leituras, apresentações de slides, palestras em áudio ou em vídeo. Eles devem ser definidos em um nível adequado para os alunos do curso.

### Teste de Garantia de Prontidão Individual (IRAT)
Na aula, os alunos respondem a um questionário individual chamado IRAT, que consiste em 5 a 20 questões de múltipla escolha com base nos materiais pré-trabalho.

### Teste de Garantia de Prontidão da Equipe (TRAT)
Depois de enviar o IRAT, os alunos formam equipes, fazem o mesmo teste e enviam as respostas - em uma raspadinha ou usando um software habilitado para TBL - como uma equipe. As pontuações do IRAT e do TRAT contam para a nota final do aluno.

### Sessão de esclarecimento
Após a realização tanto do IRAT quanto do TRAT, os alunos terão a oportunidade de levantar pontos de esclarecimento ou questionar a qualidade das questões de múltipla escolha das provas. Os instrutores podem então abordar as questões e facilitar uma discussão sobre os tópicos e conceitos abordados.

### Exercícios de aplicação
Finalmente, os alunos trabalham em equipes para resolver problemas de aplicação que lhes permitem aplicar e expandir o conhecimento que acabaram de aprender e testar. Eles devem chegar a uma resposta coletiva à pergunta do aplicativo e exibir sua escolha de resposta em uma caminhada na galeria eletrônica na sala de aula. Os instrutores então facilitam uma discussão ou debate entre as equipes para considerar as possíveis soluções para o problema de aplicação.

### Avaliação por pares
Esta última etapa é um componente opcional do processo de aprendizagem em equipe. No meio ou no final do curso, alguns membros do corpo docente fazem uma avaliação de pares para suas equipes.

## Princípios
A implementação do TBL é baseada em quatro princípios subjacentes de acordo com Michaelsen & Richards, 2005: 
1. Os grupos devem ser formados adequadamente e devem ter um número uniformemente distribuído de pessoas talentosas entre eles. De acordo com Michaelsen,[5] "a maioria dos "problemas" relatados com grupos de aprendizagem (free-riders, conflito de membros, etc.) são o resultado direto de atribuições de grupo inadequadas".
2. Os alunos são responsáveis por sua pré-aprendizagem e trabalho em equipe.
3. As atribuições da equipe devem promover o aprendizado e o desenvolvimento da equipe.
4. Os alunos devem receber feedback frequente e imediato.

## Benefícios
A Aprendizagem Baseada em Equipe foi sugerida para ajudar os alunos que parecem desinteressados no material da disciplina, não fazem o dever de casa e têm dificuldade em entender o material. O TBL pode transformar o conteúdo tradicional com habilidades de aplicação e resolução de problemas, enquanto desenvolve habilidades interpessoais. Vaughn et ai. (2019) afirmou que a aprendizagem em equipe é um método eficaz para obter melhor “aquisição de conteúdo, crescimento de vocabulário e compreensão de leitura” (p. 121). Jakobsen e Knetemann (2017) acrescentam ainda que o aprendizado em equipe permite que os alunos tenham uma visão muito mais profunda do conteúdo do curso e sirva para prender sua atenção melhor do que os métodos tradicionais. Sua implementação na educação também pode ser importante para o desenvolvimento de competências e habilidades úteis para empresas, organizações, carreiras e indústrias onde muitos projetos e tarefas são executados por equipes. Aprender a aprender, trabalhar, interagir e colaborar em equipe é essencial para o sucesso nesse tipo de ambiente. Muitas das escolas médicas adotaram alguma versão do TBL para vários dos benefícios listados acima e também para maior retenção de conhecimento a longo prazo. De acordo com um estudo feito pela Escola de Medicina da Universidade de Washington, os indivíduos que aprenderam por meio de um currículo de aprendizado baseado em equipe ativa tiveram maior retenção de conhecimento a longo prazo em comparação com um currículo de leitura passivo tradicional. Evidentemente, o corpo docente das escolas profissionais está direcionando seu foco para o desenvolvimento da aplicação e integração do conhecimento além dos currículos baseados em conteúdo, em vez de simples objetivos do curso, como simplesmente memorizar um conceito. Michaelsen acrescenta que "as atribuições que exigem que os grupos tomem decisões e lhes permitam relatar suas decisões de forma simples, geralmente geram altos níveis de interação do grupo" e são:
- significativo (correlacionado a objetivos importantes do curso, significativo para o trabalho futuro para o qual o curso pode preparar um aluno),
- o mesmo para todas as equipes no curso,
- sobre a tomada de decisão – fornecendo uma resposta simples – com base na análise complexa de dados ou na aplicação dos princípios do curso, e
- relatado simultaneamente para toda a turma e avaliado ali mesmo pelo instrutor.

Estudos controlados de implementações iniciais de aprendizagem em equipe mostraram aumentos no envolvimento dos alunos e resultados mistos para outros resultados.
O Fórum Econômico Mundial identificou as 10 principais habilidades necessárias em seu relatório "The Future of Jobs and Skills", ou seja, resolução de problemas complexos, pensamento crítico, criatividade, gestão de pessoas, coordenação com os outros, inteligência emocional, julgamento e tomada de decisão, serviço orientação e negociação e flexibilidade cognitiva. O TBL é frequentemente comparado ao formato tradicional de palestra unidirecional que não desenvolve essas habilidades nos alunos. Por outro lado, TBL pode envolver os alunos e proporcionar um ambiente de aprendizagem colaborativa e discussão. Mais de 500 publicações no Education Resource Information Center (ERIC) fornecem evidências para os resultados educacionais positivos do uso de TBL em sala de aula.
TBL é eficiente em termos de recursos. Em ambientes de sala de aula habilitados digitalmente, o uso de TBL reduz a quantidade de papel usado para a aula. Os instrutores também não precisam preparar os materiais em cópia impressa e podem facilmente fazer alterações nas questões a serem discutidas em sala de aula, remotamente ou em trânsito. Como a maior parte do aprendizado ocorre na forma de discussões e sessões de feedback em sala de aula, a papelada desnecessária é deixada de fora da equação. Além disso, os instrutores podem coletar dados sobre o desempenho de uma turma e automatizar a avaliação dos alunos.

## Prevalência

### Acadêmia
O Team-Based Learning vem ganhando força nas instituições acadêmicas, principalmente na área da medicina nos Estados Unidos. De todas as 144 escolas médicas, pelo menos 83% usam a pedagogia TBL. 44 dessas instituições também têm professores ou funcionários que fazem parte do Team-Based Learning Collaborative (TBLC), uma colaboração internacional que se concentra em conectar profissionais de TBL, compartilhar recursos de TBL e promover as melhores práticas. Dentro das 50 melhores escolas de medicina nos EUA, 92% usam a pedagogia TBL.

### Treinamento
Dada a sua eficácia na maioria dos cenários de ensino, a aprendizagem em equipe também pode ser usada em programas de treinamento em toda a instituição.

## História
Nos últimos anos, o aprendizado baseado em equipe foi promovido pela Duke Corporate Education e pela PricewaterhouseCoopers. Em 2005, Judy Rosenblum, então presidente da Duke Corporate Education, e Tom Evans, Chief Learning Officer da PricewaterhouseCoopers, começaram a explorar o ambiente de aprendizagem em hospitais universitários e sua possível transferibilidade para ambientes corporativos.